# Gaius Sempronius Fidus
Gaius Sempronius Fidus (vollständige Namensform Gaius Sempronius Marci filius Galeria Fidus) war ein im 1. und 2. Jahrhundert n. Chr. lebender Angehöriger des römischen Ritterstandes (Eques).
Durch eine Inschrift, die in Tarraco gefunden wurde, ist die militärische Laufbahn von Fidus bekannt. Er diente als Tribunus militum in den folgenden Legionen (in dieser Reihenfolge): in der Legio IIII Scythica, die ihr Hauptlager in Zeugma in der Provinz Syria hatte, in der Legio VI Ferrata, die ihr Hauptlager in Caparcotna in Iudaea hatte, in der Legio III Gallica, die ihr Hauptlager in Raphaneia in Syria hatte und zuletzt in der Legio XX Valeria Victrix, die ihr Hauptlager in Deva Victrix in Britannia hatte.
Nach Beendigung seiner militärischen Laufbahn wurde er in Tarraco zum Priester für den Kaiserkult in der Provinz gewählt (flamen provinciae Hispaniae citerioris). Fidus war in der Tribus Galeria eingeschrieben und stammte aus Calagurris Nassica, dem heutigen Calahorra.